# 1312 هـ
1312 هـ هي سنة في التقويم الهجري امتدت مقابلةً في التقويم الميلادي بين سنتي 1894 و1895.

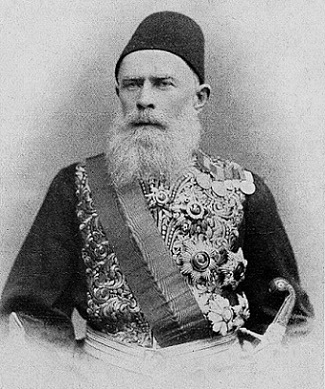
أحمد جودت باشا

## أحداث
- انتهاء الأمير عبد العزيز بن عبد الرحمن بن فيصل آل سعود عن التعليم.
- محمد بن صباح الصباح يقع في شجار مع الأمير مبارك الصباح.
- تصوير رابع صورة في الأراضي العربية وكانت الصورة في مصر.
- تصوير خامس صورة في الأراضي العربية وكانت الصورة في الكويت
- تصوير سادس صورة في الأراضي العربية وكانت الصورة في قطر
- تصوير سابع صورة في الأراضي العربية وكانت الصورة في الدولة العثمانية

## مواليد
- أحمد زكي عاكف
- أنعم ناصر
- درويش القصاص
- محمد علي الآراكي
- إبراهيم عبد الغني الدروبي - كاتب ومؤرخ وخطاط عراقي.
- أحمد شاكر الكرمي
- ابن المؤقت المراكشي
- سلمان الأنباري
- صلاح الدين الصباغ
- عبد الحسن آل طفل
- عبد الرحمن بن محمد بن قاسم العاصمي
- علي بن عبد الله آل ثاني
- كامل سليم البابا
- محمد بن فارس
- محمد حسني (خطاط)
- محمد علي الأراكي
- مهدي العزاوي
- هاملتون جب
- عباس فرات اليزدي - شاعر إيراني.

## وفيات
- أحمد جودت باشا
- أحمد عبد الرحمن الراوي
- الخديوي إسماعيل
- حبيب الله الرشتي
- محمد تقي المامقاني
- إبراهيم مصطفى الموصلي، عالِم وفقيه عراقي.